# Drew Brees
Drew Christopher Brees (rođen 15. siječnja 1979.) je igrač američkog nogometa koji trenutno igra u NFL ligi na poziciji quarterbacka za momčad New Orleans Saintsa. Sa Saintsima je osvojio naslov za sezonu 2009., kada je u finalnoj utakmici proglašen i za MVP-a Super Bowla. Brees je trenutno vlasnik nekoliko rekorda NFL lige, među kojima su najviše jardi dodavanja u karijeri i najviše postignutih touchdowna dodavanjem u karijeri, a često ga se proglašava i jednim od najboljih quarterbackova uopće.

## Karijera
Brees je četiri godine pohađao Sveučilište Purdue, gdje je zadnje tri igrao u početnoj postavi za sveučilišnu momčad zvanu Boilermakers. 2001. ga na NFL draftu u drugoj rundi bira momčad San Diego Chargersa, gdje prvu sezonu provodi kao zamjena za Douga Flutiea. 2004. godine Chargersi osvajaju diviziju po prvi put u zadnjih 10 godina, a Brees igra svoju najbolju sezonu dotad, te je po prvi put u karijeri izabran u Pro Bowl.
2006. Brees seli u New Orleans Saintse i već u prvoj sezoni odličnim igrama ulazi u prvu All-Pro momčad. 2009. Saintsi predvođeni Breesom ulaze u doigravanje nakon 13 pobjeda u regularnom dijelu sezone. Nakon pobjeda nad Arizona Cardinalsima i Minnesota Vikingsima dolaze do svog prvog Super Bowla u povijesti gdje ih čekaju Indianapolis Coltsi Peytona Manninga. Saintsi pobjeđuju 31:17, a Brees je proglašen MVP-jem Super Bowla. 2011. Brees ruši rekord u jardima dodavanja, 5476, kojeg je postavio Dan Marino još 1984. godine, a uz to je izabran za igrača godine u napadu. Idućih pet sezona Brees nastavlja s odličnim igrama, s više od 4800 jarda dodavanja u svakoj od njih, ali Saintsi u njima samo jednom dolaze do doigravanja. 2018. Brees ruši rekord u postotku uspješnih dodavanja (74.4%), a Saintsi gube u konferencijskom finalu od Los Angeles Ramsa. Sezone 2019. Brees propušta 5 utakmica zbog ozljede palca na desnoj ruci. Na mjestu quarterbacka ga zamjenjuje Teddy Bridgewater, ali se Brees vraća kasnije u sezoni i vodi momčad u doigravanje, te po 13. put u karijeri biva izabran u Pro Bowl. 

## Statistika

### Regularni dio sezone
| Sezona | Momčad             | Ut. | Yds   | TD  | Int |
| ------ | ------------------ | --- | ----- | --- | --- |
| 2001.  | San Diego Chargers | 1   | 221   | 1   | 0   |
| 2002.  | San Diego Chargers | 16  | 3284  | 17  | 16  |
| 2003.  | San Diego Chargers | 11  | 2108  | 11  | 15  |
| 2004.  | San Diego Chargers | 15  | 3159  | 27  | 7   |
| 2005.  | San Diego Chargers | 16  | 3576  | 24  | 15  |
| 2006.  | New Orleans Saints | 16  | 4418  | 26  | 11  |
| 2007.  | New Orleans Saints | 16  | 4423  | 28  | 18  |
| 2008.  | New Orleans Saints | 16  | 5069  | 34  | 17  |
| 2009.  | New Orleans Saints | 15  | 4388  | 34  | 11  |
| 2010.  | New Orleans Saints | 16  | 4620  | 33  | 22  |
| 2011.  | New Orleans Saints | 16  | 5476  | 46  | 14  |
| 2012.  | New Orleans Saints | 16  | 5177  | 43  | 19  |
| 2013.  | New Orleans Saints | 16  | 5162  | 39  | 12  |
| 2014.  | New Orleans Saints | 16  | 4952  | 33  | 17  |
| 2015.  | New Orleans Saints | 15  | 4870  | 32  | 11  |
| 2016.  | New Orleans Saints | 16  | 5208  | 37  | 15  |
| 2017.  | New Orleans Saints | 16  | 4334  | 23  | 8   |
| 2018.  | New Orleans Saints | 15  | 3992  | 32  | 5   |
| 2019.  | New Orleans Saints | 11  | 2979  | 27  | 4   |
| Ukupno | Ukupno             | 275 | 77416 | 547 | 237 |

Napomena: Ut. - odigranih utakmica, Yds - jardi dodavanja, TD - postignutih touchdowna, Int - izgubljenih lopti